# Kafirnigania hissarica
Kafirnigania hissarica är en flockblommig växtart som först beskrevs av Jevgenij Korovin, och fick sitt nu gällande namn av Rudolf V. Kamelin och G.K. Kinzikaëva. Kafirnigania hissarica ingår i släktet Kafirnigania och familjen flockblommiga växter. Inga underarter finns listade i Catalogue of Life.